# Henri Druey
Henri Druey (12 de Abril de 1799 - 29 de Março de 1855) foi um político da Suíça.
Ele foi eleito para o Conselho Federal suíço em 16 de Novembro de 1848 e terminou o mandato a 29 de Março de 1855.
Henri Druey foi Presidente da Confederação suíça em 1850.

## Juventude
Druey nasceu em Faoug, no Cantão de Vaud. Depois de estudar direito na academia em Lausanne, ele continuou seus estudos em Heidelberg, Paris e Londres.

## Carreira política na Suíça
Quando Druey voltou para a Suíça, aos 29 anos, foi escolhido para fazer parte do Grande Conselho do Cantão de Vaud. Dois anos depois, ele se tornou membro do Conselho de Estado.
Druey foi eleito para o Conselho Federal suíço  em 16 de novembro de 1848 como um dos sete membros iniciais. Durante seu mandato, ele ocupou os seguintes departamentos:
- Departamento de Justiça e Polícia (1848-1849)
- Departamento Político (1850) como Presidente da Confederação Suíça.
- Departamento de Finanças (1851)
- Departamento de Justiça e Polícia (1852)
- Departamento de Finanças (1853-1855)

e foi presidente da Confederação em 1850.
Druey morreu no cargo em 29 de março de 1855.